# Air Enau UPT XI
Air Enau UPT Xi is een bestuurslaag in het regentschap Muara Enim van de provincie Zuid-Sumatra, Indonesië. Air Enau UPT Xi telt 1147 inwoners (volkstelling 2010).